# Ichneumonosoma consors
Ichneumonosoma consors är en tvåvingeart som först beskrevs av Walker 1861.  Ichneumonosoma consors ingår i släktet Ichneumonosoma och familjen borrflugor. Inga underarter finns listade i Catalogue of Life.